# 集成粒子滤波法

紧急地震速报系统原理图

集成粒子滤波法（英語：Integrated Particle Filter，简称IPF法），是指由京都大学防灾研究所和日本气象厅共同开发，于2016年12月开始被日本气象厅投入使用的用来改善同时发生多个地震的情况下发出紧急地震速报的精度问题的算法。

## 研发背景
由于在2011年日本东北地方太平洋近海地震和2016年熊本地震等强烈地震发生的情况下，由于余震活动频繁活跃，时不时就会出现多次地震几乎同时发生的情况。在2016年之前，由于紧急地震速报系统算法的不完善，加之强震后许多地震观测点和震度观测点都因停电、海啸等原因处于数据中断状态，在多次地震同时发生的情况下，紧急地震速报所预测的震级和烈度时常过大，造成了多次误报的情况。以2011年日本东北地方太平洋近海地震和2016年熊本地震为例，由于这种误报的频繁出现，使得这两个地震所处年份的误报数激增至60次和30次，与其他年份的年平均值11.5次要多出数倍。另外，2013年8月8日因三重县近海的海底地震仪将观测到的噪声当作地震的摇晃，紧急地震速报系统根据该数据判断出奈良县发生了7.8级的强烈地震，对奈良县和大阪府发布了最大震度为7的紧急地震速报。但实际上这次地震的规模仅为2.3级，没有观测到震度1或以上的震动。为提高紧急地震速报的精度，日本气象厅于2014年首次提出了IPF法的概念，并预计于2015年下半年开始试用，于2016年正式实行。除此之外，加之受到2016年8月因测站电源故障而产生的大误报的影响，IPF法最终于2016年12月14日开始正式实行。

## 算法
IPF法大致来说即把过去分别进行的震源预测算法整合到一起进行计算。日本气象厅表示，“即使观测点的数目很少，也可以同时处理很多信息，所以可以运用此方法在短时间内寻求震源元素，提高信息的可靠性”。以电视屏幕上的“特定人物的自动跟踪”为例，出现在电视屏幕上的特定人物如果暂时因障碍物隐藏，但粒子滤波法可根据该特定人物的特征（形状，颜色等）推测在屏幕中的移动，可以在短暂失去目标的情况下跟踪该特定人物。通过粒子滤波法进行震源测定，便可以将同时发生的几次地震分离开。
2018年3月22日起，为解决大地震的烈度预测过小的问题，日本气象厅开始实行了根据周边观测点观测到的实时烈度预测相关点的烈度的局部无阻尼运动传播法（即PLUM法），与IPF法结合使用。

## 运用
2017年4月20日，日本福岛县近海和茨城县北部同时发生了4.8级地震和1.4级地震，已实行IPF法的紧急地震速报系统成功将这两次地震分离开，被认为是一次成功的案例。然而，2017年8月14日，千叶县西北部发生4.5级地震，震源深度约102千米。一元法（2016年之前的算法）所算出的震源原本更贴近于实际数据，但IPF法却在地震发生30秒后将震源误算成距离实际震源约40千米的地方。虽然预测的烈度在IPF法移动震源之前和之后没有显示出很大的差异，但这次误算也暴露出IPF法在计算深源地震参数时的缺陷。即便如此，经2018年2月第8次紧急地震速报评价改善检讨会成员评定，IPF法对紧急地震速报的精度有着显著的提升。